# Jacques d'Arthois

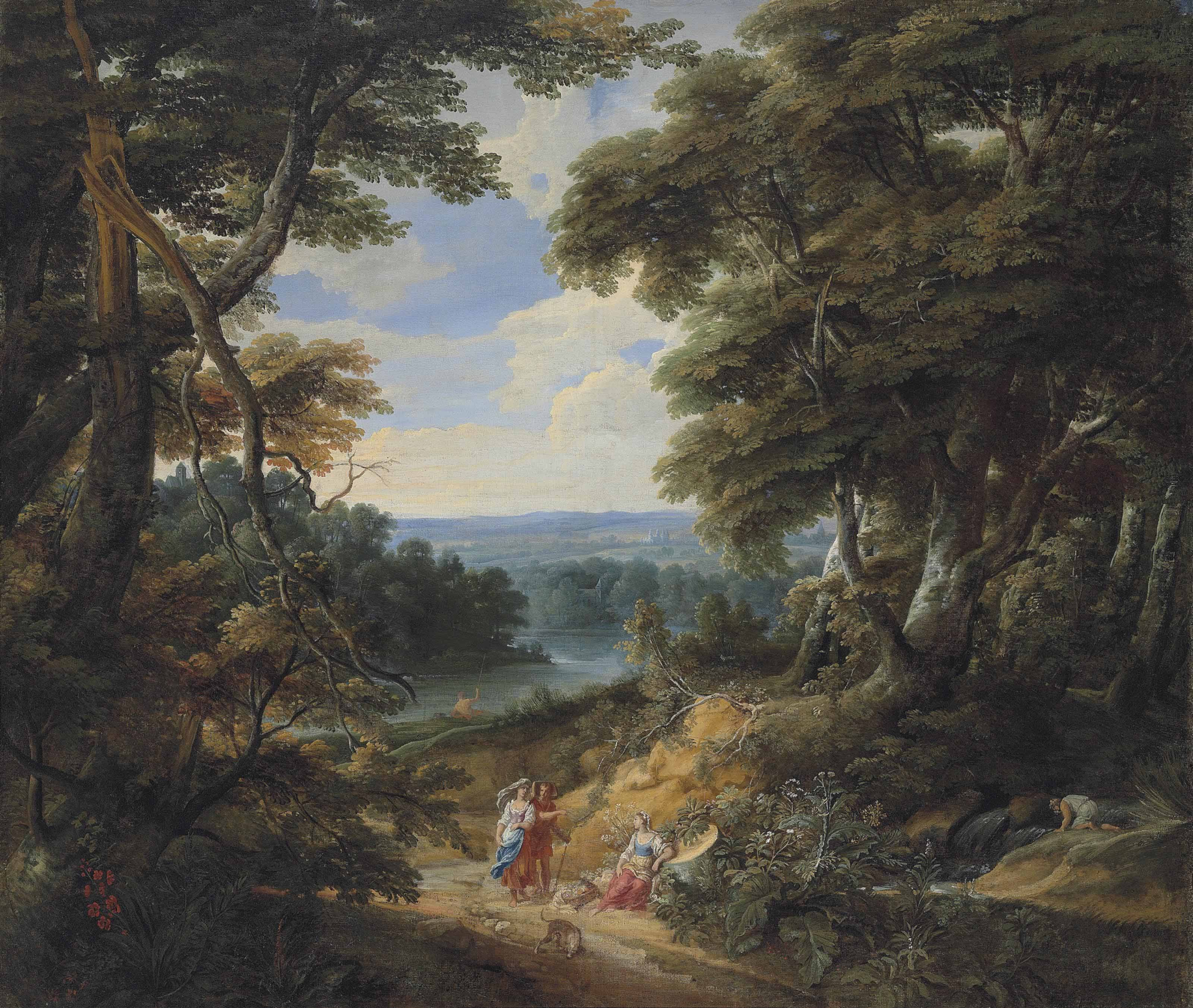
Landskapsmålning av Jacques d'Arthois.

Jacques d'Arthois, eller Jakob van Arthois, född 1613 i Bryssel och död 1686 i Bryssel, var en flamländsk målare.
van Arthois målade oftast för kyrkor och kloster landskap med vild skogs eller bergsnatur, i vilka han isatte staffagefigur. Landskap av hans hand finns på flera museer, bland annat i katedralen i Bryssel och på Kungliga konstmuseet i Belgien.